# I love you baby (K3)
I love you baby is de vierde single van K3 van het album Parels. De single kwam uit in 1999.
De hoogste positie in de Vlaamse Ultratop 50 nummer 11 en stond 16 weken in de lijst. In Nederland kwam de single de hitlijsten niet binnen.

## Tracklist
1. I love you baby (3:41)
2. I love you baby (instrumentaal) (3:41)

## Hitnoteringen

### VlaamseUltratop 50
| Hitnotering: 27-11-1999 t/m 11-03-2000 | Hitnotering: 27-11-1999 t/m 11-03-2000 | Hitnotering: 27-11-1999 t/m 11-03-2000 | Hitnotering: 27-11-1999 t/m 11-03-2000 | Hitnotering: 27-11-1999 t/m 11-03-2000 | Hitnotering: 27-11-1999 t/m 11-03-2000 | Hitnotering: 27-11-1999 t/m 11-03-2000 | Hitnotering: 27-11-1999 t/m 11-03-2000 | Hitnotering: 27-11-1999 t/m 11-03-2000 | Hitnotering: 27-11-1999 t/m 11-03-2000 | Hitnotering: 27-11-1999 t/m 11-03-2000 | Hitnotering: 27-11-1999 t/m 11-03-2000 | Hitnotering: 27-11-1999 t/m 11-03-2000 | Hitnotering: 27-11-1999 t/m 11-03-2000 | Hitnotering: 27-11-1999 t/m 11-03-2000 | Hitnotering: 27-11-1999 t/m 11-03-2000 | Hitnotering: 27-11-1999 t/m 11-03-2000 | Hitnotering: 27-11-1999 t/m 11-03-2000 |
| Week:                                  | 1                                      | 2                                      | 3                                      | 4                                      | 5                                      | 6                                      | 7                                      | 8                                      | 9                                      | 10                                     | 11                                     | 12                                     | 13                                     | 14                                     | 15                                     | 16                                     |                                        |
| -------------------------------------- | -------------------------------------- | -------------------------------------- | -------------------------------------- | -------------------------------------- | -------------------------------------- | -------------------------------------- | -------------------------------------- | -------------------------------------- | -------------------------------------- | -------------------------------------- | -------------------------------------- | -------------------------------------- | -------------------------------------- | -------------------------------------- | -------------------------------------- | -------------------------------------- | -------------------------------------- |
| Positie:                               | 29                                     | 22                                     | 18                                     | 21                                     | 12                                     | 11                                     | 11                                     | 13                                     | 18                                     | 21                                     | 20                                     | 22                                     | 24                                     | 25                                     | 33                                     | 48                                     | uit                                    |

### VlaamseRadio 2 Top 30
| Hitnotering: 27-11-1999 t/m 26-02-2000 | Hitnotering: 27-11-1999 t/m 26-02-2000 | Hitnotering: 27-11-1999 t/m 26-02-2000 | Hitnotering: 27-11-1999 t/m 26-02-2000 | Hitnotering: 27-11-1999 t/m 26-02-2000 | Hitnotering: 27-11-1999 t/m 26-02-2000 | Hitnotering: 27-11-1999 t/m 26-02-2000 | Hitnotering: 27-11-1999 t/m 26-02-2000 | Hitnotering: 27-11-1999 t/m 26-02-2000 | Hitnotering: 27-11-1999 t/m 26-02-2000 | Hitnotering: 27-11-1999 t/m 26-02-2000 | Hitnotering: 27-11-1999 t/m 26-02-2000 | Hitnotering: 27-11-1999 t/m 26-02-2000 | Hitnotering: 27-11-1999 t/m 26-02-2000 | Hitnotering: 27-11-1999 t/m 26-02-2000 | Hitnotering: 27-11-1999 t/m 26-02-2000 |
| Week:                                  | 1                                      | 2                                      | 3                                      | 4                                      | 5                                      | 6                                      | 7                                      | 8                                      | 9                                      | 10                                     | 11                                     | 12                                     | 13                                     | 14                                     |                                        |
| -------------------------------------- | -------------------------------------- | -------------------------------------- | -------------------------------------- | -------------------------------------- | -------------------------------------- | -------------------------------------- | -------------------------------------- | -------------------------------------- | -------------------------------------- | -------------------------------------- | -------------------------------------- | -------------------------------------- | -------------------------------------- | -------------------------------------- | -------------------------------------- |
| Positie:                               | 29                                     | 22                                     | 18                                     | 21                                     | 12                                     | 11                                     | 11                                     | 13                                     | 18                                     | 21                                     | 20                                     | 22                                     | 24                                     | 25                                     | uit                                    |